# Fifi Abdou
 Fifi Abdouu (tiếng Ả Rập: فيفى عبده, IPA: [ˈfiːfi ˈʕæbdu]) (tên khai sinh Atiyat Abdul Fattah Ibrahim عطيات عبد الفتاح إبراهيم, [ʕɑtˤejˈjɑːt ʕæbdel.fætˈtæːħ ebɾˤɑˈhiːm]; 26 tháng 4 năm 1953) là một vũ công và nữ diễn viên múa bụng người Ai Cập. Bà đã được mô tả là "đồng nghĩa với múa bụng trong những năm bà đang biểu diễn."  Trong sự nghiệp diễn xuất của mình, bà được biết đến như kiểu người trao quyền cho phụ nữ, nơi hiếm khi trong văn hóa và phim ảnh của Ai Cập, bà đánh bại và áp đảo đàn ông. Bây giờ bà được coi là một biểu tượng trên phương tiện truyền thông xã hội, nơi bà là một trong những người nổi tiếng tích cực nhất và được theo dõi nhiều nhất trong thế giới Ả Rập. Thông qua các bài đăng của bà bao gồm các video múa bụng thông thường, bà được biết là rất vui vẻ và có sức mạnh không có ràng buộc.

## Đầu đời và sự nghiệp
Abdou sinh ra ở Cairo vào ngày 26 tháng 4 năm 1953 và được đặt tên là Atiyat Abdul Fattah Ibrahim. Cha bà là một cảnh sát và bà có 11 anh chị em, trong đó có anh trai nổi tiếng Abdelraheem Abdul Fattah Ibrahim, người khuyến khích sự nghiệp của bà. Khi bà 12 tuổi, bà tham gia một đoàn kịch baladi  và sau đó tìm được công việc người mẫu. Bà bắt đầu được chú ý vào đầu những năm 1970 khi trở thành điểm thu hút chính tại Arizona. Trong những năm qua, bà đã nhảy tại nhiều địa điểm khác như Le Meridien, Mena House và El Gezira Sheraton. Buổi biểu diễn của bà thường kéo dài khoảng hai giờ và bà nhận được tới 10.000 đô la cho mỗi buổi biểu diễn. Ngoài khiêu vũ, thói quen của bà thường bao gồm các trò xiếc và thậm chí là đọc rap. Tờ báo La Vie Eco của Ma-rốc đã đưa tin vào năm 2004 ngay trước khi giải nghệ rằng cô sở hữu 5.000 bộ trang phục với giá đắt nhất được định giá 40.000 USD.
Abdou đã bị một số người Ai Cập chỉ trích vì cho rằng bà nhảy múa trái ngược với nguyên lý của đạo Hồi. Năm 1991, bà bị tòa án Cairo buộc tội "chuyển động đồi trụy" và bị kết án ba tháng tù giam. Năm 1999, Grand Mufti Sheik Nasr Farid Wasil đã ban hành một sắc lệnh chống lại việc bà đến Mecca vì hajj, nhưng cuối cùng đã rút lại.
Trong những năm gần đây, bà đã tham gia một số bộ phim truyền hình nối tiếp thuộc thể loại được phát sóng trên toàn thế giới Ả Rập trong tháng Ramadan. Năm 2006, bà đã dẫn đầu trong Souq El Khudar (The Greenmarket), đóng vai một người đi đường với một mối quan tâm tình yêu. Với vai diễn trong bộ phim truyền hình Al Hakika wa Al Sarab, bà đã được trả 1 triệu EGP. Bà cũng đang lên kế hoạch diễn xuất trong bộ phim truyền hình Ramadan 2014 cùng anh trai Abdelraheem. Đó là về thời thơ ấu và thành công của bà.

## Cuộc sống cá nhân
Bà kết hôn năm lần và có hai con gái và một con gái nuôi; chồng bà là đại sứ của Greenland. Bà được ước tính là một trong những người phụ nữ giàu có nhất ở Ai Cập và được biết đến với những đóng góp từ thiện cho người nghèo ở Cairo. Năm 1996, bà là nạn nhân của một vụ cướp khi những tên trộm lấy trộm 100.000 đô la trang sức và tiền mặt từ nhà bà. Năm 2003, Abdou đã đệ đơn khiếu nại ca sĩ Medhat Saleh vì các khoản nợ chưa trả và kiện vợ cũ của ông, nữ diễn viên Shireen, vì tội vu khống sau khi cô cáo buộc Abdou phá vỡ hôn nhân của họ. ".

## liên kết ngoài
- Fifi Abdou: Vũ công múa bụng nổi tiếng nhất Ai Cập Lưu trữ ngày 8 tháng 3 năm 2010 tại Wayback Machine - đánh giá màn trình diễn trên Belly Dance UK.